# 鹿林天文台
鹿林天文台（ろくりんてんもんだい）または中国語の発音からルーリン天文台（英文：Lulin Astronomical Observatory）は台湾の嘉義県と南投県の境界にある玉山国家公園内の鹿林前山の海抜2,862メートルに設置された天文台である。1989年に建設が始まり、1999年に研究用望遠鏡（口径76cm）で観測が開始され、現在国立中央大学の理学院天文研究所によって運営されている。
2009年2月24日に地球に最接近したルーリン彗星（C/2007 N3）を2007年7月に発見し、また新たな望遠鏡の建設も始まっていたが、計画発表から10年以上の経過ののち、2019年に行政院（院授主基作字第1080201134號）によって正式に中止された。

## 設備
現在の設備
- LOT カセグレイン望遠鏡、口径1m=40インチ、F/8
- SLT RC望遠鏡（Ritchey-Chrétien telescope）、口径40cm
- TAOS（Taiwan-America Occultation Survey）掩蔽観測用望遠鏡、口径50cm、4つ

建設中の設備
- 口径2m望遠鏡（「Pan-STARRS計画」と連携した全天定期観測のためのもの） - 2016年設置予定[3]。度重なる延期の末に、2019年に中止された。

## 参考
1. ↑  W.S. Tsay, B. C. Chen, K.H. Chang, et al, 2001, “The NCU Lu-Lin Observatory”, in Proceedings of the IAU Colloquium 183 “Small-Telescope on Global Scales”, eds. W.P. Chen, C. Lemme, B. Paczynski, ASP.
2. ↑  国立天文台：「ルーリン天文台（鹿林天文台）」について
3. ↑  “台湾最大の望遠鏡 五年後鹿林に設置”.   中央社フォーカス台湾. 2014年6月1日閲覧。